# Mace: The Dark Age
Mace: The Dark Age är ett  TV-spel från 1997 till konsolen Nintendo 64. Spelet är ett fightingspel liknande Tekken, Mortal Kombat med flera. 

## Bakgrundshistoria
En demon vid namn Asmodeus har funnit en spira som ger ofantligt stor makt. Många krigare vill få tag i denna spira och slåss om att få möta Asmodeus. Alla har sina egna syften och mer av storyn visas ju mer man klarar.

## Karaktärer
Taria:
En ung häxa som slåss med svärd och dolk.
Ragnar:
En hård viking som slåss med två identiska kortyxor.
Lord Deimos:
En halvdemon som är klädd i en tung röd rustning och slåss med ett glödande långsvärd.
Koyasha:
En blixtsnabbt ninja som slåss med två dolkar.
Takeshi:
En samuraj som slåss med katana.
Ichiro:
Takeshi's onda bror som slåss på liknande sätt med katana.
Xiao Long:
En blind munk som slåss med en stav.
Mordos Kull:
En legoknekt som slåss med en morgonstjärna.
Al Rashid:
En arabisk prins som slåss med två ökensvärd.
Executioner:
En bödel som slåss med en stor yxa.
Namira:
En före detta konkubin som slåss med ett arabiskt svärd.
Dregan:
En fallen korsriddare som i form av zombie vill få ut sin hämnd. Slåss med svärd och sköld.